# Lonquimay (Chili)
Lonquimay est une commune du Chili de la Province de Malleco, elle-même située dans la Région de l'Araucanie. En 2012, la population de la commune s'élevait à 10 438 habitants. La superficie de la commune est de 3 914 km2 (densité de 3 hab./km2),.

## Situation
Le territoire de la commune de Lonquimay se trouve dans la cordillère des Andes le long de la frontière avec l'Argentine. Le chef-lieu Lonquimay est située dans la vallée du rio Longuimay à environ 900 mètres d'altitude. Le reste du territoire est recouvert de montagnes culminant à environ 2 000 mètres d'altitude et comprend plusieurs volcans dont le stratovolcan actif Lonquimay. La commune est située à 557 kilomètres à vol d'oiseau au sud de la capitale Santiago et à 123 kilomètres à l'est de Temuco capitale de la Région de l'Araucanie et à 146 kilomètres au sud-est de Angol capitale de la provision de la province de Malleco.

## Histoire
La première agglomération se développe autour d'un fort édifié en 1897. Elle porte le nom de Portales avant d'être rebaptisé par la suite Lonquimay. Une ligne ferroviaire qui devait relier le Chili et l'Argentine est construite à compter de 1911 dans la vallée occupée par le chef-lieu. Le tunnel de Las Raices long de 4,5 km est achevé en 1940 mais la liaison avec l'Argentine ne sera pas construite par la suite. L'exploitation de la voie ferrée dont le terminus est Lonquimay est rapidement abandonnée vers les années 1980. Le tunnel, dans lequel les véhicules circulent dans un seul sens, est, depuis 2005, partie intégrante de la liaison routière avec l'Argentine.

## Économie
L'économie de la commune est tournée essentiellement vers l'exploitation des forêts et l'élevage de bétail en particulier de moutons, de chèvres et de bovins. Le tourisme joue un rôle croissant grâce aux sites naturels dont dispose la commune. Une petite station de site a été inaugurée en 2011 non loin du chef-lieu. La commune connait un fort taux de chômage et une proportion de personnes indigentes beaucoup plus élevé que dans le reste de la région. Les mapuches (pehuenche) qui représentent 44 % de la population sont particulièrement touchés.

Position de Lonquimay (en rouge) au sein de la Région de l'Araucanie.